# Échangeur de Pont-l'Évêque - Lisieux
 (juin 2025).
Motif : Pas de sources. Voir Discussion:Échangeur de Shimukappu/Admissibilité.
- Archive Wikiwix
- Bing
- Cairn
- DuckDuckGo
- E. Universalis
- Gallica
- Google
- G. Books
- G. News
- G. Scholar
- Persée
- Qwant
- (zh) Baidu
- (ru) Yandex
- (wd) trouver des œuvres sur Wikidata

| 1. | Préciser le motif de la pose du bandeau. | Précisez le motif de la pose du bandeau en utilisant la syntaxe suivante : {{admissibilité à vérifier\|date=juin 2025\|motif=remplacez ce texte par le motif}}                                            |
| 2. | Informer les utilisateurs concernés.     | Pensez à avertir le créateur de l'article, par exemple, en insérant le code ci-dessous sur sa page de discussion : {{subst:avertissement admissibilité à vérifier\|Échangeur de Pont-l'Évêque - Lisieux}} |

L'échangeur de Pont-l'Évêque - Lisieux est un échangeur autoroutier situé à Pont-l'Évêque (Calvados). Il est composé d'un ensemble de bretelles et de quatre giratoires. L'échangeur permet un débranchement de l'autoroute A13 (Paris-Caen) vers Deauville par l'autoroute A132.
De juin 2013 à fin 2014, l'échangeur est modernisé :
- au Nord : 2 nouveaux giratoires sur la RD 675 en entrée de Pont-l'Évêque ;
- au Sud : les bretelles existantes de l'A 132 sont élargies en direction de la RD 579 (Lisieux).

## Axes concernés
- l'autoroute A13 reliant Paris à Caen ;
- l'autoroute A132 vers Deauville ;
- la RD 675 (ex-RN 175) (axe Rouen-Caen)
- la RD 579 (ex-RN 179) (axe Lisieux-Le Havre) ;
- la RD 162 desserte de Saint-Julien-sur-Calonne ;

## Dessertes
- Parc d'activités de Launay